# Choro (muzyka)

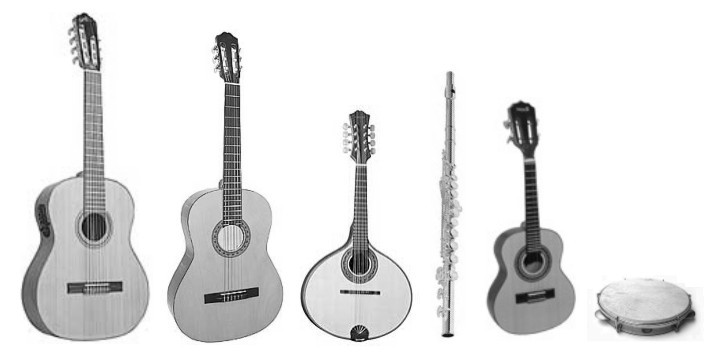
Instrumenty używane w choro

Choro (również chôro) – styl muzyki brazylijskiej, który powstał prawdopodobnie w latach 70. XIX wieku ze zmieszania europejskiej muzyki popularnej (polka, walc) i muzyki sprowadzonych z Afryki niewolników.

## Pochodzenie nazwy
Istnieją trzy hipotezy tłumaczące pochodzenie nazwy:
- choro jest portugalskim słowem oznaczającym „skargę” (chorar = płakać). Często melancholijne melodie choro mają tłumaczyć, skąd się wzięło określenie
- nazwa mogła również powstać ze słowa xolo. Xolo to taniec afrykański.
- choro mogło być również skróceniem słowa charamela (fujarka, szałamaja); rzeczywiście, pierwsze utwory choro były często grane przez zespoły dęte.

## Instrumentarium
Grupa grająca choro tradycyjnie składa się z jednej lub dwóch gitar, cavaquinho (instrument zbliżony do ukulele), pandeiro (rodzaj tamburynu), rozmaitych instrumentów perkusyjnych oraz instrumentów solowych – najczęściej są to flet, klarnet albo mandolina (bandolim). Rolę basu od lat 50. często przejmuje gitara siedmiostrunowa (violão de sete cordas). Współcześnie istnieją kompozycje na przeróżne instrumentaria, od fortepianu po big band i zespoły wokalne (np. „Tico-Tico no fubá”).

## Forma
W kompozycjach choro najważniejsze są improwizacje na temat utworu. Większość utworów cechuje dość szybkie tempo, oparta na szesnastkach melodia i rytm oraz charakterystyczne dla np. samby nierównomierne frazowanie. Elementy te wymagają od wykonawców dużej wirtuozerii. Akompaniament nie jest sprowadzony do roli zwykłego towarzyszenia, jest silnie związany z melodią, czerpie z niej i ją uzupełnia.
Choros są często komponowane w klasycznej formie A B A C A. Utwór rozpoczyna się więc tematem głównym, za którym następuje druga melodia, później pierwszy temat zostaje powtórzony dwukrotnie, przepleciony jeszcze trzecią melodią. Każda z tych części może być pod względem rytmu i stylu zupełnie inna od pozostałych.

## Współczesnechoro
Znaczenie choro zmalało od rozpowszechnienia radia w latach dwudziestych XX wieku. Niektórzy muzycy utrzymali tradycję i swoją wirtuozerią uczynili choro jednym z najbardziej interesujących stylów muzycznych Brazylii. W Europie styl ten był praktycznie nieznany.
Od połowy lat trzydziestych choro popadło w zapomnienie i zostało odkryte na nowo dopiero w latach pięćdziesiątych. Wtedy zaczęły się odbywać pierwsze „Rodas do Choro”. Muzycy spotykali się – podobnie jak na jam sessions – by grać klasyczne utwory choro i uzupełniać je improwizacjami.
Trzeba było kolejnych pięćdziesięciu lat, aż choro ponownie znalazło się w modzie, nie tylko w Rio albo São Paulo, ale także w Nowym Jorku i na zachodnim wybrzeżu Stanów Zjednoczonych. Pierwsze rodas nieśmiało pojawiają się także w Europie, przede wszystkim w Paryżu, będącym od lat ambasadą muzyki brazylijskiej w Europie.
Na początku września 2006 roda odbyła się w Berlinie, a miesiąc później odbyła się publiczna prezentacja w Hamburgu, z udziałem muzyków z Brazylii.
Mika Kaurismäki nakręcił film Brasileirinho. Muzyka słońca (2005) poświęcony chôro, nie tylko muzyce, ale także ludziom grającym tę muzykę.

## Najważniejsi kompozytorzy i muzycy
- Chiquinha Gonzaga (1847–1935)
- Anacleto de Medeiros (1866–1907)
- Quincas Laranjeiras (1873–1935)
- Irineu de Almeida (1873–1916)
- Patápio Silva (1880–1907)
- Joaquim Calado (1848–1880)
- Viriato Figueira (1851–1883)
- Juca Kalut (1858–1922)
- Satyro Bilhar (1860–1927)
- Ernesto Nazareth (1863–1934)
- João Pernambuco (1883–1947)
- Pixinguinha (1897–1973)
- Luís Americano (1900–1960)
- Benedito Lacerda (1903–1958)
- Luperce Miranda (1904–1977)
- Radamés Gnattali (1906–1988)
- Abel Ferreira (1915–1980)
- Garoto (1915–1955)
- Jacob do Bandolim (1918–1969)
- Dino 7 Cordas (Horondino José da Silva) (1918–2006)
- Waldir Azevedo (1923–1980)
- Raphael Rabello (1962–1995)
- Nilze Carvalho (ur. 1969)
- João Gomes (ur. 1960)